# Dekanat Frydek

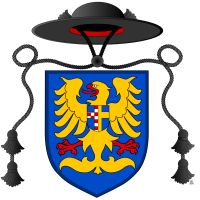
Herb dekanatu

Dekanat Frydek – jeden z 11 dekanatów tworzących diecezję ostrawsko-opawską Kościoła łacińskiego w Czechach.
Obecnie dekanat Frydek obejmuje 19 parafii i w części z nich prowadzone są msze w języku polskim dla polskiej mniejszości. Obowiązki dziekana pełni (2011) ks. Rudolf Sikora, proboszcz parafii w Gnojniku.

## Historia
W 1654 biskup wrocławski Karol Ferdynand Waza utworzył w Cieszynie komisariat biskupi. Komisarzem został Andrzej Scodonius, arcydziekan opolski i kustosz raciborski, który 15 października podzielił obszar komisariatu na dekanaty, a te na parafie. Powstało 5 nowych archiprezbiteriatów (dekanatów) podległych komisariatowi: w Cieszynie, Bielsku, Frydku, Frysztacie i Wodzisławiu.
Nowy dekanat Frydecki utworzyło 8 parafii: Błędowicach, Bruzowicach, Dobrej, Domasłowicach, Frydku, Polskiej Ostrawie, Szonowie i Racimowie. W 1769 powstał dekanat Karwina i z dekanatu frydeckiego przeszły do niego parafie w Ostrawie, Szonowie i Racimowie, a na początku XIX wieku również parafia w Błędowicach. W 1770 wszedł w skład Wikariatu cieszyńskiego. W 1785 na terenie dekanatu powstały 3 nowe parafie w miejscowościach: Borowa, Morawka i Skalica.
Po I wojnie światowej i polsko-czechosłowackim konflikcie granicznym obszar dekanatu znalazł się w granicach Czechosłowacji, wciąż jednak podległy był diecezji wrocławskiej, pod zarządem specjalnie do tego powołanej instytucji zwanej: Knížebiskupský komisariát niský a těšínský. W 1919 i 1938 dekanat posiadał 12 parafii: Stare Hamry, Borowa, Bruzowice, Dobracice, Dobra, Domasłowice, Frydek, Gnojnik, Janowice, Morawka, Siedliszcze, Skalica.
Kiedy Polska dokonała aneksji tzw. Zaolzia w październiku 1938 3 powyższe parafie: Dobracice, Domasłowice i Gnojnik włączono do diecezji katowickiej, a w 1940 z powrotem diecezji wrocławskiej, Dobracice i Gnojnik przyłączając do dekanatu Jabłonków, a Domasłowice do dekanatu karwińskiego. W 1940 dekanat składał się więc z 9 parafii pozostałych w Protektoracie Czech i Moraw: Borowa, Bruzowice, Dobra, Frydek, Janowice, Morawka, Siedliszcze, Skalica, Stare Hamry. W 1947 obszar dekanatu wyjęto ostatecznie spod władzy biskupów wrocławskich i utworzono Apostolską Administraturę w Czeskim Cieszynie podległą Watykanowi. W 1978 obszar Administratury podporządkowany został archidiecezji ołomunieckiej, a dekanat frydecki który dotąd posiadał 11 parafii (Borowa, Bruzowice, Dobra, Dobracice, Domasłowice, Frydek, Janowice, Morawka, Siedliszcze, Skalica i Stare Hamry) przejął 8 parafii dekanatu Jabłonków (Jabłonków, Końska, Łomna Górna, Mosty koło Jabłonkowa, Ropica, Trzycież, Trzyniec i Wędrynia) i 2 dekanatu śląskoostrawskiego (Szonów i Racimów). W 1994 zlikwidowana została parafia w Starych Hamrach, a kościół św. Henryka stał się filialnym parafii w Ostrawicy. W 1996 powstała diecezja ostrawsko-opawska, do której odtąd należy dekanat frydecki, przy czym parafię Borowa przejął dekanat Mistek.

## Parafie
Na terenie dekanatu znajdują się następujące parafie:
- Bruzowice: Parafia św. Stanisława
- Dobra: Parafia św. Jerzego
- Dobracice: Parafia Świętych Apostołów Filipa i Jakuba
- Domasłowice Górne: Parafia św. Jakuba Starszego
- Frydek: Parafia św. Jana Chrzciciela
- Gnojnik: Parafia Wniebowzięcia Maryi Panny
- Łomna Górna: Parafia Podwyższenia Krzyża Świętego
- Jabłonków: Parafia Bożego Ciała
- Janowice: Parafia św. Józefa
- Morawka (Prażmo): Parafia św. Jana Nepomucena
- Mosty koło Jabłonkowa: Parafia św. Jadwigi
- Racimów: Parafia św. Jana Chrzciciela
- Ropica: Parafia Zwiastowania Pańskiego
- Siedliszcze: Parafia Wszystkich Świętych
- Skalice: Parafia św. Marcina Biskupa
- Szonów: Parafia Opatrzności Bożej
- Trzycież: Parafia św. Michała Archanioła
- Trzyniec: Parafia św. Alberta i Maryi Panny Bolesnej
- Wędrynia: Parafia św. Katarzyny